# Aimé Jacquet
Aimé Jacquet (født 27. november 1941 i Sail-sous-Couzan, Frankrig) er en fransk tidligere fodboldspiller og senere træner, der fra 1993 til 1998 var træner for Frankrigs landshold, som han også selv spillede for som aktiv. Han gjorde som træner holdet til verdensmestre i 1998 på hjemmebane i Frankrig.

## Aktive karriere
Jacquets karriere som spiller strakte sig fra 1960 til 1976, og i langt hovedparten af tiden, fra 1960 til 1973, spillede han for AS Saint-Étienne, der i perioden var en af de absolutte magtfaktorer i fransk fodbold. Han nåede med klubben at vinde ikke mindre end fem franske mesterskaber og tre pokaltitler.
Efter sin succesfulde tid i klubben afsluttede han sin karriere med tre sæsoner hos rivalerne Olympique Lyon. Jacquet nåede at spille to kampe for Frankrigs landshold, begge faldt i 1968.

## Trænerkarriere

### Klubtræner
Jacquets første klub som træner var den samme som sin sidste som aktiv, nemlig Olympique Lyon, som han overtog ansvaret for samtidig med at han stoppede sin aktive karriere. Han var træner for klubben frem til 1980 hvor han skiftede til Girondins Bordeaux. I Bordeaux-klubben opnåede Jacquet stor succes på trænerposten, og førte holdet til tre mesterskabet og to pokaltitler.
Efter succesen i Bordeaux var Jacquet kortvarigt træner for henholdsvis Montpellier HSC og AS Nancy, inden han i 1992 blev assisterende landstræner for det franske landshold.

### Landstræner for Frankrig
Jacquet skulle dog hurtigt blive tildelt pladsen som cheftræner for landsholdet, for da cheftræner Gérard Houllier ikke formåede at kvalificere holdet til VM i 1994 i USA, blev denne afsat, og det franske fodboldforbund valgte at udpege Jacquet som afløseren.
Jacquet fik straks det franske hold tilbage på rette spor, og kvalificerede dem til EM i 1996 i England, hvor holdet nåede semifinalen. Her måtte man dog se sig besejret af Tjekkiet efter straffesparkskonkurrence, men selvtilliden var tilbage i den franske trup inden VM på hjemmebane to år senere.

### Verdensmester
Som værtsland skulle Frankrig ikke kvalificere sig til VM i 1998, og det var derfor en relativt uprøvet trup Jacquet sendte på banen til de indledende gruppekampe, der alle blev vundet over henholdsvis Sydafrika, Saudi-Arabien og Danmark. Da det gjaldt knock-out fasen blev holdet presset, og tvunget ud i først forlænget spilletid i 1/8-finalen mod Paraguay, og efterfølgende straffesparkskonkurrence i kvartfinalen mod Italien. Det lykkedes dog franskmændene under Jacquets ledelse at vinde begge kampe.
I semifinalen besejrede Frankrig Kroatien trods igen at have været presset, og stod nu overfor nationens vigtigste kamp, VM-finalen mod de regerende mestre Brasilien, på Stade de France i Paris. Med en 3-0 sejr sikrede holdet sig sin første VM-titel, og gjorde dermed Jacquet til en af de mest succesfulde landstrænere i Frankrigs historie.
Samme aften som VM-trofæet var i hus annoncerede Jacquet at han trak sig tilbage som landstræner. Han blev afløst af Roger Lemerre, der to år senere gjorde holdet til europamestre i Belgien og Holland.

## Titler som spiller
Ligue 1
- 1964, 1967, 1968, 1969 og 1970 med AS Saint-Étienne

Coupe de France
- 1962, 1968 og 1970 med AS Saint-Étienne

## Titler som træner
Ligue 1
- 1984, 1985 og 1987 med Girondins Bordeaux

Coupe de France
- 1986 og 1987 med Girondins Bordeaux

VM i fodbold
- 1998 med Frankrigs landshold